# Thaumetopoea libanotica
Thaumetopoea libanotica là một loài côn trùng trong họ Notodontidae. Loài này được Kiriakoff & Talhouk miêu tả khoa học đầu tiên năm 1975.
Đây là loài gây hại của cây Pinus pinaster, phát triển phổ biến ở Algérie.